# Birinci Divizionu 2007/08
Die Birinci Divizionu 2007/08 war die 16. Saison der zweithöchsten Fußball-Spielklasse Aserbaidschans.

## Modus
Insgesamt 18 Mannschaften (einschließlich 7 Reserveteams) spielten in zwei Gruppen. Jedes Team trat zunächst zweimal gegen die anderen Teams der gleichen Gruppe an. Die jeweils besten drei Vereine qualifizierten sich für die Finalrunde. Diese Teams traten noch zweimal gegen die drei qualifizierten Vereine der anderen Gruppe an. Die Ergebnisse der Mannschaften aus der gleichen Gruppe wurden in die Finalrunde übernommen. Am Saisonende stiegen die beiden ersten Mannschaften in die Premyer Liqası auf. Reserveteams waren nicht aufstiegsberechtigt.

## Vereine
FK Samux aus der Gruppe B und FK GEN Baku aus der Gruppe B hatten ihre Teilnahme vorzeitig beendet und wurden ausgeschlossen.
| Verein                | Stadt    |
| --------------------- | -------- |
| FK Adliyya Baku       | Baku     |
| Abşeron FK            | Baku     |
| Bakılı Baku PFK       | Baku     |
| İnter Baku II         | Baku     |
| FK Baku II            | Baku     |
| FK Qarabağ Ağdam II   | Ağdam    |
| FK NBC Salyan         | Salyan   |
| ANŞAD-Petrol Neftçala | Neftçala |
| FK Spartak Quba       | Quba     |
| FK Samux              | Samux    |

| Verein                  | Stadt      |
| ----------------------- | ---------- |
| MOİK Baku PFK           | Baku       |
| Neftçi Baku PFK II      | Baku       |
| Standard Baku II        | Baku       |
| FK Göyazan Qazax        | Qazax      |
| MKT Araz İmişli         | İmişli     |
| FK Şahdağ-Samur         | Qusar      |
| FK Xəzər Lənkəran II    | Lənkəran   |
| PFK Turan Tovuz II      | Tovuz      |
| FK Energetik Mingəçevir | Mingəçevir |
| FK GEN Baku             | Baku       |

## 1. Runde

### Gruppe A
| Pl. | Verein                  | Sp. | S  | U | N  | Tore    | Diff. | Punkte |
| --- | ----------------------- | --- | -- | - | -- | ------- | ----- | ------ |
| 1.  | FK NBC Salyan           | 16  | 10 | 4 | 2  | 026:800 | +18   | 34     |
| 2.  | Bakılı Baku PFK         | 16  | 8  | 6 | 2  | 032:130 | +19   | 30     |
| 3.  | ANŞAD-Petrol Neftçala   | 16  | 6  | 7 | 3  | 033:220 | +11   | 25     |
| 4.  | FK Qarabağ Ağdam II (N) | 16  | 6  | 6 | 4  | 027:140 | +13   | 24     |
| 5.  | İnter Baku II           | 16  | 6  | 4 | 6  | 017:240 | −7    | 22     |
| 6.  | FK Baku II              | 16  | 4  | 6 | 6  | 015:190 | −4    | 18     |
| 7.  | FK Spartak Quba (N)     | 16  | 3  | 2 | 11 | 015:370 | −22   | 11     |
| 8.  | FK Adliyya Baku         | 16  | 0  | 1 | 15 | 005:460 | −41   | 01     |
| 9.  | Abşeron FK 1            | 16  | 10 | 2 | 4  | 031:180 | +13   | 32     |
| 10. | FK Samux                | 0   | 0  | 0 | 0  | 000:000 | ±0    | 0      |

| (N) | Neuling |

### Gruppe B
| Pl. | Verein                  | Sp. | S  | U | N  | Tore    | Diff. | Punkte |
| --- | ----------------------- | --- | -- | - | -- | ------- | ----- | ------ |
| 1.  | MKT Araz İmişli (A)     | 16  | 11 | 2 | 3  | 029:110 | +18   | 35     |
| 2.  | MOİK Baku PFK           | 16  | 10 | 4 | 2  | 026:150 | +11   | 34     |
| 3.  | FK Şahdağ-Samur (A)     | 16  | 10 | 3 | 3  | 026:900 | +17   | 33     |
| 4.  | FK Göyazan Qazax        | 16  | 8  | 3 | 5  | 035:190 | +16   | 27     |
| 5.  | Neftçi Baku PFK II      | 16  | 7  | 5 | 4  | 020:160 | +4    | 26     |
| 6.  | FK Energetik Mingəçevir | 16  | 4  | 4 | 8  | 019:250 | −6    | 16     |
| 7.  | FK Xəzər Lənkəran II    | 16  | 2  | 4 | 10 | 013:260 | −13   | 10     |
| 8.  | PFK Turan Tovuz II      | 16  | 2  | 4 | 10 | 013:330 | −20   | 10     |
| 9.  | Standard Baku II (N)    | 16  | 1  | 5 | 10 | 010:370 | −27   | 08     |
| 10. | FK GEN Baku             | 0   | 0  | 0 | 0  | 000:000 | ±0    | 0      |

| (A) | Absteiger aus der Premyer Liqası 2006/07 |
| (N) | Neuling                                  |

## Finalrunde

### Abschlusstabelle
Die drei qualifizierten Mannschaften der Gruppe A spielten jeweils zweimal gegen die besten drei Teams der Gruppe B. Die Ergebnisse der Teams aus der gleichen Gruppe der 1. Runde wurden übernommen.
| Pl. | Verein                | Sp. | S | U | N | Tore    | Diff. | Punkte |
| --- | --------------------- | --- | - | - | - | ------- | ----- | ------ |
| 1.  | Bakılı Baku PFK       | 10  | 5 | 4 | 1 | 008:400 | +4    | 19     |
| 2.  | MOİK Baku PFK         | 10  | 4 | 5 | 1 | 010:600 | +4    | 17     |
| 3.  | FK NBC Salyan 1       | 10  | 4 | 4 | 2 | 011:800 | +3    | 16     |
| 4.  | MKT Araz İmişli (A)   | 10  | 4 | 1 | 5 | 011:100 | +1    | 13     |
| 5.  | ANŞAD-Petrol Neftçala | 10  | 3 | 2 | 5 | 010:150 | −5    | 11     |
| 6.  | FK Şahdağ-Samur (A)   | 10  | 1 | 2 | 7 | 005:120 | −7    | 05     |

| (A) | Absteiger aus der Premyer Liqası 2006/07 |
| (N) | Neuling                                  |

### Kreuztabelle
Ergebnisse aus der 1. Runde gegen die gleichen Gruppengegner sind grau hinterlegt.
| Finalrunde            | BAK | OİK | NBC | MTK | NEF | ŞAH |
| --------------------- | --- | --- | --- | --- | --- | --- |
| Bakılı Baku PFK       |     | 0:0 | 1:0 | 1:0 | 1:1 | 1:0 |
| MOİK Baku PFK         | 0:1 |     | 1:1 | 1:0 | 2:2 | 0:0 |
| FK NBC Salyan         | 1:1 | 0:0 |     | 2:0 | 2:1 | 2:1 |
| MKT Araz İmişli       | 2:0 | 1:2 | 1:1 |     | 2:0 | 1:0 |
| ANŞAD-Petrol Neftçala | 0:2 | 0:2 | 2:0 | 1:3 |     | 1:0 |
| FK Şahdağ-Samur       | 0:0 | 1:2 | 0:2 | 2:1 | 1:2 |     |